# The Turn of the Road
The Turn of the Road è un film muto del 1915 diretto da Tefft Johnson.

## Trama
Incorreggibile coquette, Marcia Wilbur si mette a flirtare con il dottor Bright, il medico di famiglia della sua amica Helen, una donna sposata e con la testa a posto, il cui più grande interesse è l'amore per suo figlio, il piccolo Jack. Suo marito John, benché sia innamorato di lei, è un po' deluso dal fatto che la moglie non partecipi più attivamente alla vita sociale di cui lui è uno dei membri più in vista. Così, quando Marcia, dopo aver ricevuto la proposta di matrimonio di Bright, pianta in asso il dottore per passare allegramente ad altre facili conquiste, John è pronto a cadere nelle reti della bella tentatrice. I pettegolezzi sulla tresca giungono fino ad Helen che, ridendo, non dà loro alcun peso. Invece la cosa è molto più grave e John è già pronto a fuggire insieme a Marcia. I due, in auto, incrociano sulla strada di casa la macchina del dottor Bright che si sta recando da Helen per visitare il piccolo Jack che la madre ha trovato febbricitante. Le due auto hanno un incidente nel quale John resta lievemente ferito. Più gravi, invece, appaiono le condizioni di Marcia, che ha perso la ragione. Helen, a scoprire che il marito stava andando via, accusa Marcia di tutto. La sua ira però si placa quando Bright la informa delle condizioni della donna ferita: presa da compassione, Helen prega il medico di fare il possibile per salvare l'amica. Dopo essere stata sottoposta a una delicata operazione, Marcia guarisce. Ben presto, nasce l'amore con il suo salvatore e John torna a rappacificarsi con la moglie che l'ha perdonato.

## Produzione
Il film fu prodotto dalla Vitagraph Company of America.

## Distribuzione
Il copyright del film, richiesto da The Vitagraph Co. of America, fu registrato il 14 ottobre 1915 con il numero LP6697.
Distribuito dalla V-L-S-E, il film uscì nelle sale cinematografiche statunitensi il 1º novembre 1915.
Non si conoscono copie ancora esistenti della pellicola che viene considerata presumibilmente perduta.